# .22-250 Remington
.22-250 Remington (.22-250, .22-250 Ремингтон) — винтовочный патрон американского происхождения.

## История
Патрон .22-250 был разработан около 1937 года группой американских оружейников-энтузиастов на базе довольно распространённого в те годы патрона .250 Savage, дульце гильзы которого было обжато до калибра 0,224 дюйма (5,7 мм). Название патрона — комбинация его калибра (.22) с названием патрона, взятого за основу.
Он вначале существовал в нескольких вариантах, которые выпускались малыми партиями кустарным способом. Но только один из них, называвшийся .22 Varminter, стал впоследствии родоначальником широко распространённого патрона, поскольку он показал наилучшие баллистические данные. Особенно удачной была у него форма гильзы, с плечом, образующим угол 28 градусов, благодаря чему почти весь порох сгорал в самой гильзе, а не ближе к её дульцу — это обеспечивало повышенную скорость пули. Кроме того, комбинация всех остальных факторов (длина гильзы, форма её дульца, вес пули, подбор капсюля и т. д.) оказалась чрезвычайно удачной.
Патрон .22 Varminter, однако, долго оставался малоизвестным боеприпасом, не имевшим широкого распространения, пока в 1963 году фирма Браунинг не начала производство оружия под него. В 1965 году другая известная фирма, Ремингтон, также запустила производство и патрона, и оружия под него. В название патрона при этом было добавлено название фирмы.

## Особенности и применение
.22-250 — боеприпас с очень высокой начальной скоростью пули, которая может превышать 1200 м/с, особенно если применяется лёгкая пуля. Патрон фабричного снаряжения с наиболее распространённой пулей весом 3,6 г, придаёт ей скорость в 1122 м/с. Отдача при этом невелика и при большом весе оружия почти не ощущается, поэтому патрон хорошо подходит для обучения стрельбе. Но звук выстрела громкий, поэтому при частой стрельбе рекомендуется применять защитные наушники.

Размерения патрона .22-250

В настоящее время он применяется исключительно в гражданском оружии. Основная сфера его применения — варминтинг и охота на мелкую дичь.
Благодаря высокой скорости пули, траектория её полёта очень настильная. В сочетании с высокой кучностью это делает патрон очень удобным для стрельбы на значительные дистанции. Рекомендуемая предельная дистанция пристрелки — 200—220 м; на большей дистанции уже сильно сказывается воздействие ветра. Однако показательно, что, согласно американским данным, на дистанции 254 ярда (232 м) падение траектории составляет всего полтора дюйма (3,8 см), что практически недостижимо при стрельбе большинством других распространённых гражданских боеприпасов.
Патрон .22-250 довольно популярен среди охотников. С его помощью можно бить разнообразную мелкую и среднюю дичь (косуля, лисица), а при использовании максимально тяжёлой пули также серн и муфлонов в горах. При этом дальность эффективной стрельбы — не больше 220 м. Кучность при стрельбе этим патроном на средних дистанциях настолько велика, что позволяет эффективно стрелять мелких грызунов — сусликов, луговых собачек. В США это, возможно, главная ниша применения .22-250, которого иногда там называют «истребителем грызунов». При стрельбе по оленям убойность удовлетворительная на дистанции до 100 ярдов (91,4 м).
В США это один из наиболее распространённых гражданских боеприпасов, он входит в первую десятку самых продаваемых патронов. В других странах он также широко распространён, и его производит большинство крупных оружейных фирм по всему миру.

## Военное применение
В 1980-е годы оружие под патрон .22-250 (снайперская винтовка Tikka M55 финского производства) состояло на вооружении австралийских спецчастей для применения в населённых пунктах. Вызвано это было стремлением избежать рикошетов и чрезмерно большого проникающего действия пуль.
Патрон используется в одном из вариантов штурмовой винтовки Cobb MCR — MCR 200.